# Сеймик Люблинского воеводства
Сеймик Люблинского воеводства (пол. Sejmik Wojewódstwa Lubelskiego) — представительный орган местного самоуправления Люблинского воеводства.

## Устройство
Сеймик состоит из 33 депутатов или советников (пол. Radni), избираемых каждые пять лет на региональных выборах.
Сеймик избирает из своего состава Председателя сеймика, троих заместителей председателя, исполнительный совет сеймика, комиссии и комитеты, а также Маршала воеводства.
Собрания Сеймика проходят в Люблине.

## Комиссии и комитеты Сеймика
- Бюджетный комитет
- Комитет по образованию, культуре и спорту
- Комитет по инфраструктуре, инвестициям и экономике
- Комиссия по охране здоровья и защиты семьи
- Комиссия по социальной политике
- Ревизионная комиссия
- Комитет регионального развития и внешнеэкономического сотрудничества
- Комитет сельского развития и охраны окружающей среды
- Комиссия по местному самоуправлению и общественной безопасности

## Избирательные округа
Депутаты Сеймика Люблинского воеводства избираются от 5 избирательных округов. Округа не имеют официального названия, вместо этого у каждого есть собственный номер и территориальное описание.
| Номер округа | Кол-во мандатов | Города на правах повята, входящие в округ | Повяты, входящие в округ                                                     |
| ------------ | --------------- | ----------------------------------------- | ---------------------------------------------------------------------------- |
| 1            | 5               | Люблин                                    |                                                                              |
| 2            | 9               |                                           | Люблинский, Яновский, Красницкий, Любартувский, Опольский, Пулавский, Рыцкий |
| 3            | 6               | Бяла-Подляска                             | Бяльский, Лукувский, Парчевский, Радзыньский                                 |
| 4            | 6               | Хелм                                      | Хелмский, Красноставский, Ленчинский, Свидникский, Влодавский                |
| 5            | 7               | Замосць                                   | Замойский, Билгорайский, Томашувский, Хрубешувский                           |